# الحب والموت (فلم)
الحب والموت (بالإنجليزية: Love and Death) هو فيلم كوميدي صدر في عام 1975 من إخراج وودي آلن. يتسم الفيلم بطابع الهجاء الساخر للأدب الروسي، من بطولة كل من وودي آلن وديان كيتون في دور بوريس وسونيا؛ مواطنان روسيان يعيشان في العصر النابليوني، ويخوضان نقاشات فلسفية جادة ولكن بشكل ساخر. يرى آلن هذا الفيلم أفضل أفلامه الكوميدية حتى عام 1975.

## الحبكة
يضطر بوريس غروشينكو (وودي آلن) -وهو باحث جبان وداعية سلام- إلى الانخراط في الجيش الروسي، عند غزو نابليون (جيمس تولكان) للنمسا خلال الحروب النابليونية. يصبح بوريس عن غير قصد بطل حرب، بعد إصابته باليأس وخيبة الأمل لسماع الأخبار التي تفيد بأن سونيا (ديان كيتون) -ابنة عمه من الدرجة الثانية- ستتزوج من تاجر سمك الرنجة. يعود بوريس ليتزوج من سونيا الأرملة التي لا تريد الزواج منه، ولكنها وعدته بذلك في حال نجاته من إحدى المبارزات، لجعله سعيدًا لليلة واحدة فقط، معتقدةً أنه سيموت في تلك المبارزة على أي حال. نجا بوريس من المبارزة وسط دهشتها وخيبة أملها في آن واحد. يمتلئ زواجهما بالمناقشات الفلسفية ولكنهما يعيشان فقيران دون أي نقود. تنقطع حياتهما الأسرية معًا مع غزو نابليون للإمبراطورية الروسية. يرغب بوريس بالفرار، لكن تهيئ زوجته -التي أغضبها عرقلة الغزو لخططها في تأسيس أسرة في ذلك العام- مؤامرة لاغتيال نابليون في مقره في موسكو. يناقش بوريس وسونيا المسألة مع وجود درجات من الإبهام الفلسفي خلال نقاشهما هذا، ثم يوافق بوريس على خطة زوجته على مضض. فشل الزوجان في قتل نابليون، وهربت سونيا من الاعتقال بينما أُعدم بوريس على الرغم من مراودته لرؤية جاء فيها أنه سيحصل على عفو.

## طاقم الممثلين
- وودي آلن في دور بوريس غروشينكو.
- ديان كيتون في دور سونيا.
- جيمس تولكان في دور نابليون.
- هارولد جولد في دور أنتون إيفانوفيتش ليبيدوكوف.
- أولغا جورج بيكون في دور الكونتيسة أليكساندروفنا.
- بيث بورتر في دور آنا.
- زفي سكاولر في دور الأب.
- جيسيكا هاربر في دور نتاشا.
- فيودور أتكين في دور ميخيل غروشينكو.
- ديسبو ديامانتيدو في دور والدة بوريس.
- إيف بارساك في دور ريمسكي.
- إيف برينفيل في دور أندري.
- بريان كوبرن في دور ديميتري.
- توني جاي في دور فلادمير ماكسيموفيتش.
- هوارد فيرنون في دور جين ليفيك.
- أوبري موريس في دور الجندي الرابع.
- ألفريد لوتر في دور بوريس الشاب.
- جورج أديت في دور نيهامكين العجوز.
- سول فريدير في دور فوسكوفيتش.
- لويد باتيستا في دور دون فرانسيسكو.
- فرانك أدو في دور رقيب التدريب.

## الإنتاج
صور آلن الفيلم في فرنسا والمجر، حيث كان عليه التعامل مع سوء الأحوال الجوية، والأفلام السالبة المعطوبة، والتسمم الغذائي، والإصابات الجسدية، وصعوبات التواصل. دفع كل ذلك آلن إلى أن يقسم على عدم تصوير أي فيلم خارج الولايات المتحدة الأمريكية مرة أخرى. ومع ذلك، صور آلن عدة أفلام خارج الولايات المتحدة الأمريكية ابتداءً من عام 1996 مع فيلم إيفري ون سايز آي لوف يو.

## روابط خارجية
- مقالات تستعمل روابط فنية بلا صلة مع ويكي بيانات